# 約翰·哈佛

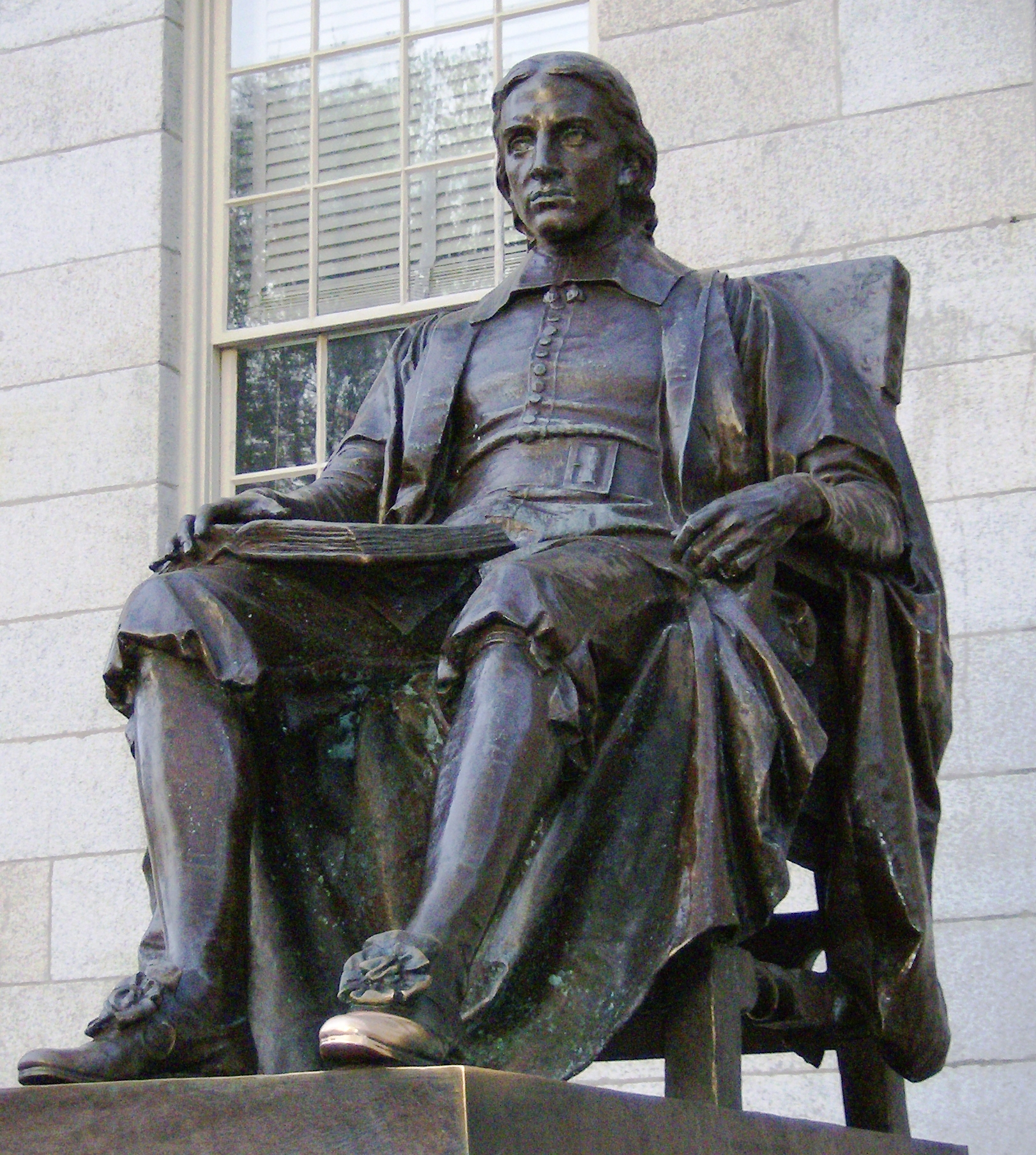

約翰·哈佛（John Harvard）（1607年11月26日—1638年9月14日），是麻薩諸塞州查爾斯城的一名牧師。哈佛大学创始人。

## 早年
约翰·哈佛于1607年11月26日在英格兰的南华克（即今天的伦敦泰晤士河南岸地区）出生，并在那里长大，他是家里9个孩子中的第4个。哈佛的父亲是一个屠户和酒馆老板，外祖父是当地的一名市议员，曾经和剧作家莎士比亚的父亲在市政厅共事。
1625年，一场瘟疫夺去了哈佛的父亲和4个兄弟姐妹后，母亲改嫁。他于1627年被父母送去伊曼纽尔学院（如今剑桥大学的一个学院）学习，1631年毕业后又深造，于1635年取得硕士，随后被按立为牧师。1636年，哈佛与他大学同学的妹妹结婚，第二年飘洋过海于11月来到美洲新英格兰地区的查爾斯頓、即今天的马萨诸塞州波士顿地区，在该镇的教会任职助理牧师和教导长老。

## 遗产

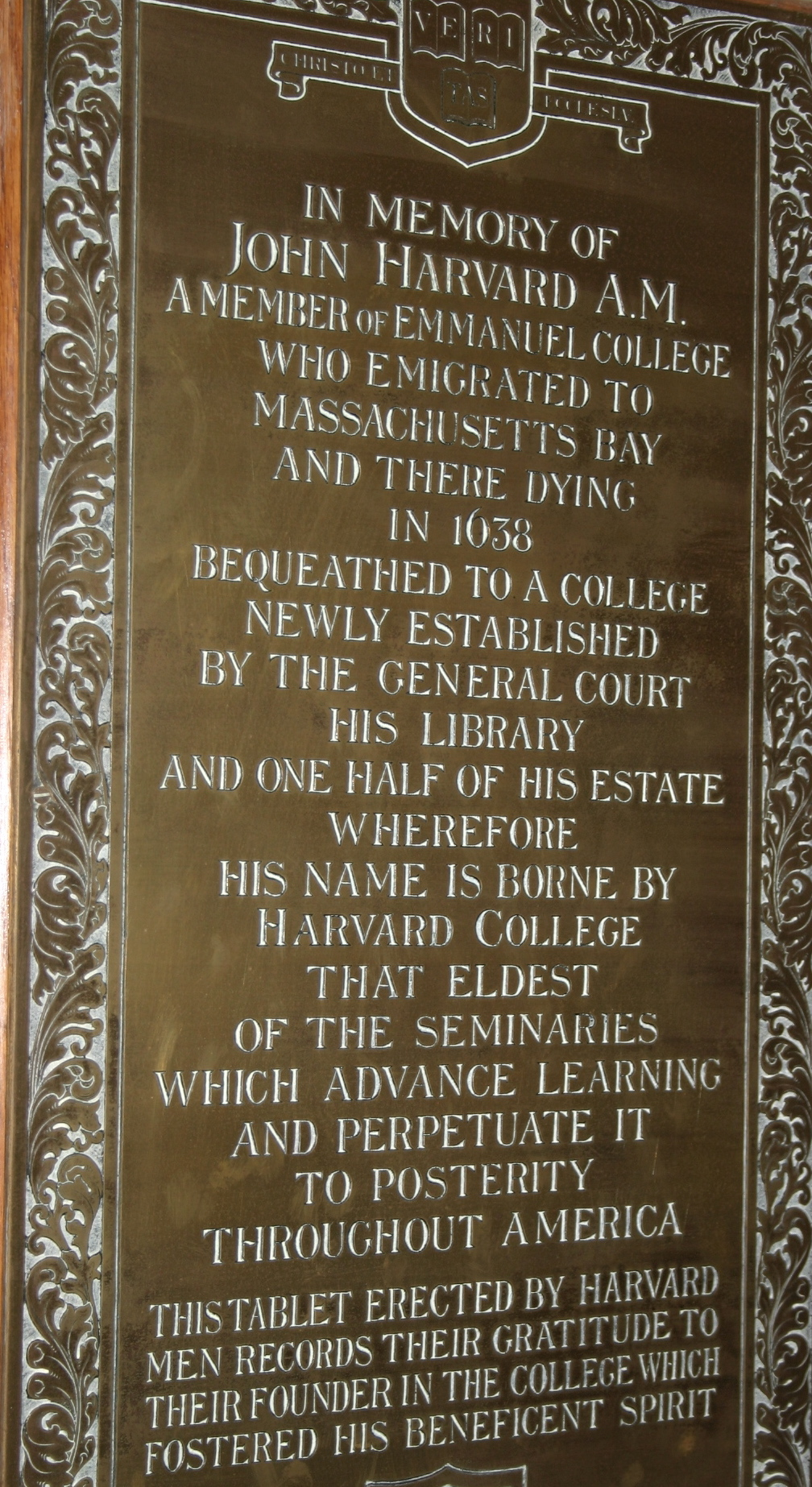
伊曼紐爾學院教堂的匾

1638年9月14日，哈佛因肺结核去世，死前將他自己的圖書及一半房地產（約合780英鎊，等於當時麻薩諸塞灣殖民地一年的稅收）捐給新學院（New College，此校不是指牛津大學新學院）。為表彰此項善舉，當時的麻省海灣殖民地立法機關於1639年下令將學院改名為「哈佛學院」，也就是後來的哈佛大學。
1884年，當雕塑家丹尼爾·佛朗奇準備為約翰·哈佛塑像時，由於年代久遠，再加上約翰·哈佛並無畫像傳世，佛朗奇靈機一動，找了校園裡的三個人做模特兒，塑成約翰·哈佛像。塑像底座刻著三行文字：約翰·哈佛，創始人，1638。
1924年4月15日，約翰·哈佛像被移進哈佛園內，校友會刊因此滿意的評價道：這座雕像終於從城外進到城裡，從野外進入場內。

## 趣聞
對哈佛的學生而言，許多學生會在考試之前去摸此雕像的鞋子以求好運，而隨著時間過去，這座雕像的左腳也逐漸被摸亮。